# Ponte Williamsburg

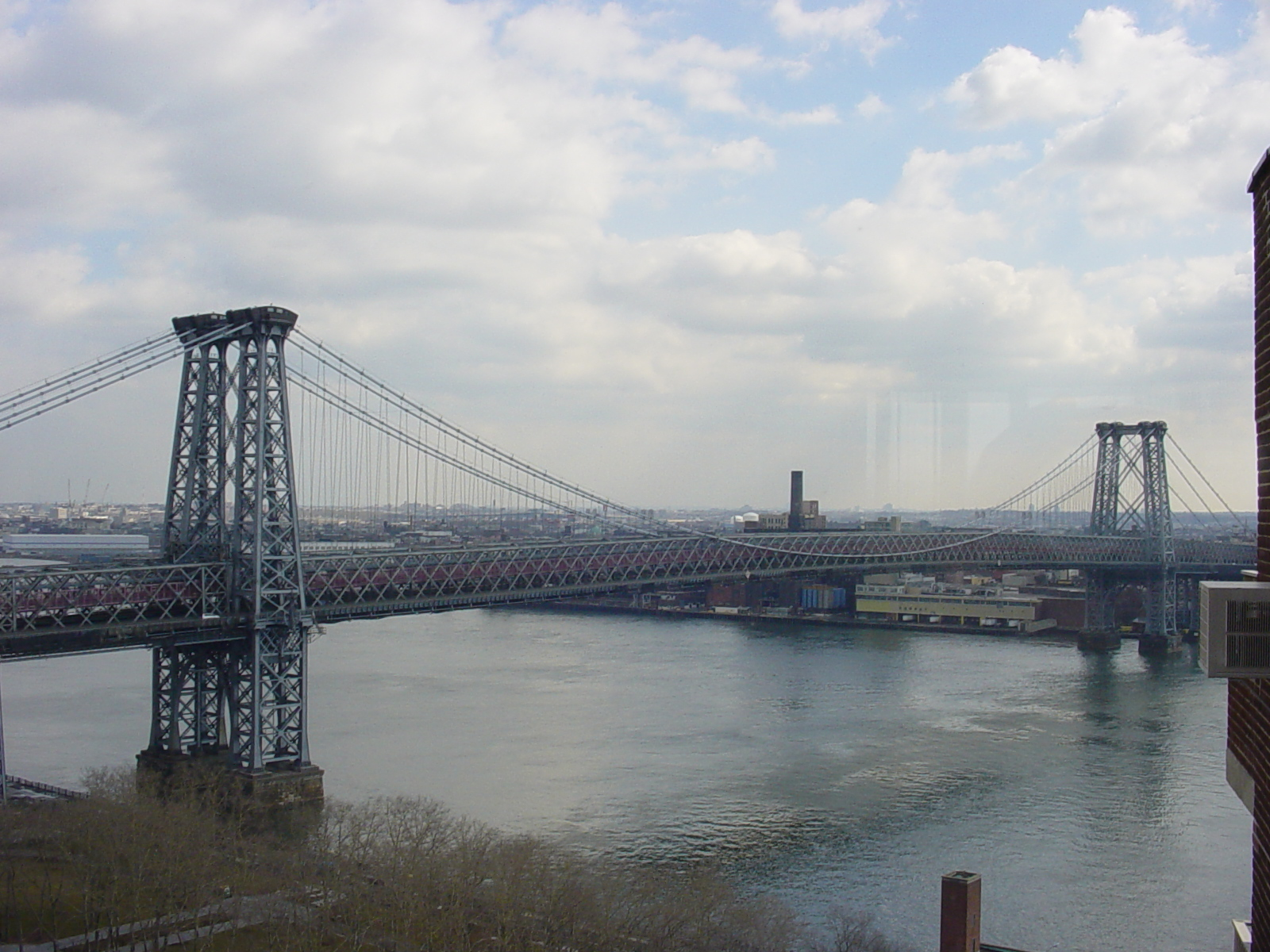
A Williamsburg Bridge.

Ponte Williamsburg (em inglês: Williamsburg Bridge) é uma ponte que liga a ilha de Manhattan ao distrito do Brooklyn, passando sobre o Rio East, em Nova Iorque, Estados Unidos da América.